# Bryum comense
Bryum comense är en bladmossart som beskrevs av W. P. Schimper 1876. Bryum comense ingår i släktet bryummossor, och familjen Bryaceae. Inga underarter finns listade i Catalogue of Life.